# Diane-Annie Tjomb
Diane-Annie Tjomb, du nom complet Diane Annie Aan Tjomb, née le 8 juin 1988, est une écrivaine camerounaise. Elle est autrice de deux romans. Son second roman intitulé Tuba B., celle qui possède la force remporte le prix Francis Bebey en 2023.

## Biographie
Diane-Annie Tjomb naît le 8 juin 1988 à Bengbis, dans le département du Dja et Lobo dans la région du sud du Cameroun. Elle est diplômée en Communication des Entreprises et des Organisations.
En 2021, elle est lauréate du concours Matila O Duala 2021 organisé par la Communauté Urbaine de Douala et sa nouvelle est sélectionnée pour faire partie du recueil Matila publié en novembre 2022.
En 2023, elle publie son roman Tuba B., celle qui possède la force. Comme elle l'évoque dans sa présentation du roman, Diane-Annie Tjomb traite du destin réservé aux jeunes filles dans une société phallocrate, leur sous-scolarisation, les mariages précoces et les violences conjugales.  Le roman a pour héroïne Minga, une jeune fille mariée par son père, qui prendre sa vie en main. « Diane-Annie Tjomb, par son personnage principal, invite l’Afrique dans son ensemble à passer à l’action et décider de son propre destin et de ses valeurs, comme Minga qui décide que son identité est désormais Tuba Bimbia. » résume Acolitt dans sa note de lecture, publiée dans La Concorde Info. 

## Publications
- Des mots parlants (poésie), Saint-Denis, Édilivre, dl 2019, 40 p. (ISBN 9782414318681 et 2414318686, OCLC 1122833474, lire en ligne)
- Un avenir strangulé dans Matila O Duala, Douala, Éditions Eclats Médias, 2022 (ISBN 9789956410040, lire en ligne), p. 83-97
- Liaa : rencontre avec l'étrange : roman, Douala, Cameroun, Les Éditions L'ébène, 2020, 130 p. (ISBN 9789956477012 et 995647701X, OCLC 1258041622, lire en ligne)
- Tuba B., celle qui possède la force, 2023, Éditions Eclat Médias (?) Facebook Diane Annie Tjomb

## Prix et distinctions
- 2022 : Lauréate du concours local Matila O Duala avec Un avenir strangulé[5]
- 2023 : Prix Francis Bebey avec Tuba B., celle qui possède la force, notification sur X, The Cameroonian, 7 décembre 2023